# Shundō
Shundō-xuẩn động (蠢動－しゅんどう) là một phim Jidaigeki dự định công chiếu vào ngày 19 tháng 10 năm 2013 của đạo diễn Mikami Yasuo. Đây cũng là phiên bản remake của bộ phim cùng tên vào năm 1982 của đạo diễn này, và cũng là bộ phim Jidaigeki đầu tiên sử dụng phim 16mm.
Bộ phim được cấu thành từ hai phần, phần đầu miêu tả các nhân vật nhất quán với lý tưởng chính nghĩa của từng người, phần sau là những cảnh chạy và chém nhau trong tuyết ở phiên Inaba.
Về cơ bản thì câu chuyện không có gì khác so với 45 phút của bộ phim năm 1982, bản remake lần này với sự tham gia của dàn staff và diễn viên kỳ cựu trong thể loại Jidaigeki, cũng như để khắc họa sâu thêm tính cách các nhân vật, giải thích nội tình trong phiên và sự có mặt của một nhân vật mới, thời lượng bộ phim được nâng lên 102 phút.
Và nhằm phân biệt với tiêu đề của phiên bản cũ, bộ phim mới có tên được ghi bằng hai chữ Hán "xuẩn động" được theo sau là chữ kana "shundō".

## Nội dung
Ba năm sau kể từ nạn đói lớn vào niên hiệu Kyōhō, phiên trấn Inaba ở vùng San-in tưởng chừng đã đi vào những ngày tháng ổn định.
Nhưng rồi quan Gia lão trong thành là Araki được mật báo về sự khả nghi của Matsumiya, tay kiếm thuật chỉ nam được Mạc phủ phái đến. Và Araki đã ra lệnh cho tên hầu cận là Funase theo dõi hành động của Matsumiya.
Mặt khác, trong phiên Inaba còn có một tay kiếm thuật chỉ nam khác là Harada vốn chỗ tin tưởng với phiên sĩ Kagawa và người chị gái Yuki. Là sư phụ dạy kiếm của Kagawa, Harada đã chạy đôn chạy đáo xin cho Kagawa được hành tẩu giang hồ một thời gian để trau dồi kiếm nghệ.
Trong lúc đó, Funase báo cáo lên Gia lão Araki rằng đã bắt được mật thư của Matsumiya gửi cho Mạc phủ. Trong thư viết đã nắm được nội tình của phiên Inaba. Giữa lúc đó lại có tin báo sứ giả Nishizaki từ Edo đến.
Nếu Matsumiya gặp được Nishizaki thì cả phiên trấn Inaba sẽ bị triệt tiêu, vì vậy Gia lão Araki phải chọn một nước cờ táo bạo...

## Staff
- Chế tác: Mikami Yasuo
- Kịch bản, đạo diễn: Mikami Yasuo
- Võ thuật: Kuze Hiroshi
- Ánh sáng: Miyanishi Taka-aki
- Âm nhạc: Asuka Minehide
- Hiệu ứng âm thanh: Itō Shin-ichi
- Trang phục: Mashiba Noriko
- Hãng chế tác: Migami Yasuo Jimusho

## Cast
- Hira Takehiro vai kiếm thuật chỉ nam của phiên Inaba
- Wakabayashi Gō: vai quan Gia lão của phiên Inaba
- Meguro Yūki: vai kiếm thuật chỉ nam của Mạc phủ
- Nakahara Takeo: vai người hầu cận trong thành
- Satō Tamao: vai chị gái phiên sĩ Kagawa
- Kurizuka Asahi: vai sứ giả Mạc phủ

## Cước chú
1. ↑  Theo ký sự báo ngày 2-9-1980 báo Asahi